# Kościół św. Matki Teresy z Kalkuty w Kobyłce-Turowie
Kościół świętej Matki Teresy z Kalkuty w Kobyłce-Turowie – rzymskokatolicki kościół parafialny należący do parafii pod tym samym wezwaniem (dekanat kobyłkowski diecezji warszawsko-praskiej). Świątynia znajduje się w Turowie, części miasta Kobyłka.
Projekt koncepcyjny świątyni, który zyskał aprobatę arcybiskupa Sławoja Leszka Głódzia został wykonany pod koniec 2006 roku. W dniu 13 sierpnia 2008 roku, po otrzymaniu pozwolenia na budowę kościoła i budynku gospodarczego, rozpoczęły się prace przy budowie świątyni. Do końca 2013 roku został założony dach świątyni i pokryty został blachą.